# 涅斯维日城堡
涅斯维日城堡（Niasvižski zamak, Nesvizhskiy zamok）是拉济维乌家族在白俄罗斯涅斯维日所居住的城堡。